# Галеаццо Мария Сфорца
Галеа́ццо Мари́я Сфо́рца (итал. Galeazzo Maria Sforza; 24 января 1444 — 26 декабря 1476) — миланский герцог из династии Сфорца, прославившийся и как покровитель изящных искусств, и как кровожадный тиран.

## Биография
Галеаццо Мария Сфорца был сыном Франческо Сфорца (1401—1466) и его второй жены Бьянки Марии Висконти (1425—1468). В отличие от обычаев того времени, когда имя давал дед по отцу, в данном случае имя выбирал дед по матери — Филиппо Мария Висконти, который выбрал имя «Галеаццо» в честь своего отца.
В день смерти отца (8 марта 1466 года) Галеаццо Мария Сфорца находился во Франции во главе экспедиционного корпуса, направленного Франческо Сфорца, чтобы помочь Людовику XI против мятежных феодалов, возглавляемых Карлом Бургундским. Будучи вызван домой матерью, Галеаццо попал в Милан после захватывающего путешествия через враждебные земли Савойского герцогства. Новый герцог вошёл в Милан через Порта Тичинезе, приветствуемый ликующей толпой. Эта встреча была организована его матерью, чтобы подчеркнуть права сына на престол.
В первые годы мать герцога Бьянка Мария стремилась участвовать в управлении страной. Но вспыльчивый и авторитарный характер сына привёл к появлению разногласий между ними, и она решила покинуть Милан.
Укрепляя свою власть, Галеаццо Мария примерно в 1474 году ввёл в обращение новую серебряную монету — тестон, массой около 9,5 г. На тот момент это был самый крупный номинал в Европе. Слово «тестоне» означает «большая голова»; монета получила своё название потому, на её аверсе был размещён портрет герцога в профиль.
Галеаццо Мария Сфорца увлекался книгами, значительно пополнил герцогскую библиотеку, способствовал развитию книгопечатания в Милане. Очень любил музыку и пение, вывез из Фландрии певцов с лучшими в Европе голосами; при дворе Галеаццо был создан большой оркестр и хор. Своим музыкантам герцог разрешал пить вволю, за исключением дней концертных выступлений. Многие современники считали, что в Милане был самый роскошный двор во всей Европе.
Однако, несмотря на любовь к искусству, ходили слухи о тиранических наклонностях герцога и его садистском характере. Публицист XIX века Лео Таксиль приводил следующую (вероятно, вымышленную) цитату из неназванного летописца: «Сфорца, жесточайший тиран, любил развлекаться тем, что зарывал людей живыми в землю». По другим сведениям, поводом к заговору послужил проигрыш семьёй Лампуньяни дела о земельных спорах и, как заявил на допросах заговорщик Ольжиати, репутация герцога как развратника и соблазнителя чужих жён.

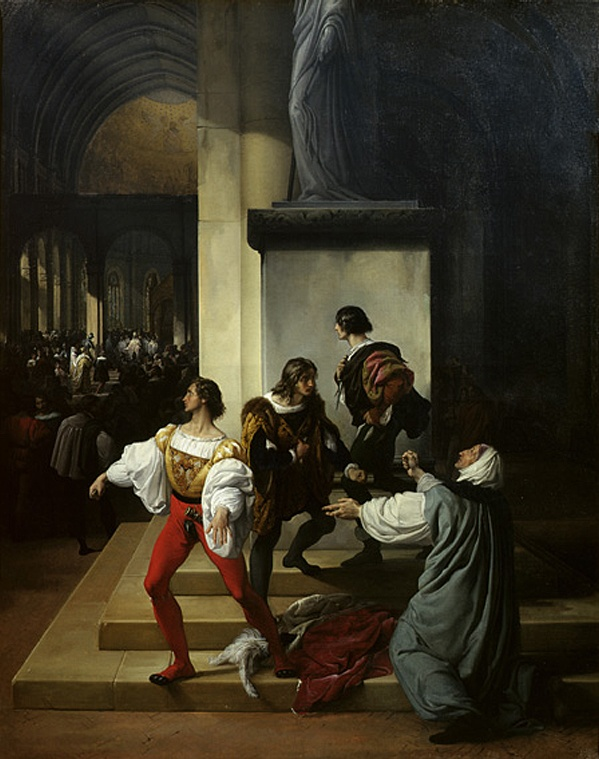
Заговор Лампуньяни в представлении художника Франческо Айеца

В итоге в 1476 году среди высшей знати Милана сложился заговор против Галеаццо Марии Сфорцы. Изучив привычки герцога, заговорщики наметили убийство на следующий день после Рождества. 26 декабря 1476 года в сопровождении около трёх десятков друзей они пришли к церкви Санто-Стефано-Маджоре, где герцог, которому скоро должно было исполниться 33 года, должен был выйти к народу. Воспользовавшись моментом, Карло Висконти, Джероламо Ольджиати и Джованни Андреа Лампуньяни в разгар торжественной мессы ворвались в церковь, расталкивая придворных, окружавших деспота, якобы для того, чтобы передать важное сообщение светлейшему. С пакетом в руках Лампуньяни опустился на колени перед тираном и ударил его кинжалом в живот. Одновременно Ольджиати и Висконти поразили его в грудь и спину. Убийство было совершено молниеносно, и Сфорца замертво свалился на руки послов Феррары и Мантуи, прежде чем те осознали, что произошло. Воспользовавшись замешательством, юноши бросились к выходу. Молящиеся молча расступились. Но Лампуньяни, запутавшись шпорами в юбках коленопреклонённых женщин, упал, и стража тут же прикончила его. Висконти схватили уже у самого выхода, и он подвергся той же участи. Одному Ольджиати удалось убежать, но после того, как ряд родственников отказал ему в убежище, он был схвачен несколько дней спустя и подвергнут ужасным пыткам. Был казнён и слуга Лампуньяни, помогавший в убийстве.
После смерти Галеаццо Марии Сфорцы новым герцогом миланским стал его сын Джан Галеаццо Сфорца.

## Брак и дети
В 1450 году Галеаццо Мария был обручён с Сусанной Гонзага, дочерью Лудовико III, маркграфа Мантуанского. Из-за возникновения у невесты наследственного дефекта (горба) в 1457 году её место заняла младшая сестра Доротея Гонзага, но и та не стала супругой Галеаццо Марии, преждевременно скончавшись в 1467 году.
В 1468 году Галеаццо Мария женился на Бонне Савойской (1449—1485), дочери Людовика I Савойского и Анны Лузиньян. В этом браке родилось четверо детей:
- Джан Галеаццо (1469—1494), герцог Миланский, был женат на Изабелле Неаполитанской,
- Эрмес (1470—1503),
- Бьянка Мария (1472—1510), в 1493 году вышла замуж за императора Священной Римской империи Максимилиана I,
- Анна Мария (1473—1497), в 1491 году вышла замуж за Альфонсо I д’Эсте.

У Галеаццо были и внебрачные дети, в том числе:
- Карло (1461—1483),
- Катерина (1463—1509), дочь Лукреции Ландриано
- Алессандро (1465—1523),
- Кьяра (1467—1531),
- Оттавиано (1477—1541),
- Галеаццо (1478—1515).

## В популярной культуре
- Галеаццо Сфорца появляется в короткометражном фильме Assassin's Creed: Lineage, где довольно правдиво изображена сцена убийства герцога. Находясь в толпе прихожан, главный герой фильма ассасин Джованни Аудиторе попытался помешать убийцам, но не успел спасти герцога. Роль Галеаццо Сфорца исполнил актёр Питер Миллер[4].
- В британско-итальянском историческом сериале «Медичи» (2017-2018) роль Галеаццо Сфорца исполняет актёр Макс Кручиани.